# Jody Sumantri
Jody Sumantri (nacido en 1970) es un actor, cantante, presentador y comediante indonesio. Jody se conoce como un comediante y presentador junto a Teuku Edwin, también había formado un dúo musical conocido como Super Bedjo y ha publicado sus grabaciones en un álbum discográfico. Jody participa en telenovelas indonesias.

## Filmografía
- Cinta 2 Hati (2010)
- Rindu Purnama (2011)

- Datos: Q5932626